# Guglielmo I di Béarn
Guglielmo Raimondo, in spagnolo Guillermo, catalano Guillem, francese Guillaume e occitano Guilhèm (1171 – febbraio 1224), fu visconte di Béarn dal 1214 alla sua morte.

## Origine
Secondo la La Vasconie. Tables Généalogiques, Guglielmo era figlio del signore di Moncada, Guglielmo di Moncada e della Viscontessa di Béarn, Maria, figlia del Visconte di Béarn, Pietro I e di Matella di Baux(1125 - 1175), figlia di Raimondo I di Baux, italianizzato in Raimondo I del Balzo, 4° signore di Les Baux, e di Stefanetta di Provenza, sorella minore di Dolce di Carlat, e figlia del visconte di Millau, di Gévaudan, e di Carlat, Gilberto I di Gévaudan e della Contessa di Provenza, Gerberga (come ci viene confermato dalle Note dell'Histoire Générale de Languedoc, Tome II).

Guglielmo di Moncada, sempre secondo la La Vasconie. Tables Généalogiques, era figlio del signore di Moncada e siniscalco di Catalogna, Guglielmo Raimondo I di Moncada e della moglie, Beatrice di Moncada, figlia ed erede di Berengario Raimondo di Moncada e della moglie, Ermesinda.

## Biografia
Dopo che sua madre, era divenuta viscontessa, nel 1170, nella viscontea di Bearn, scoppiarono disordini in quanto il marito straniero, Guglielmo di Moncada non era ben accetto, e secondo la Sublevaciones bearnesas contra la política aragonesa de los vizcondes la viscontea fu governata da nobili eletti dall'aristocrazia locale.

I suoi genitori si separarono, nel 1172, e sua madre, la viscontessa, Maria, si ritirò nel monastero di Sainte-Croix-Volvestre, con i due figli gemelli, Gastone e Guglielmo. Dato che il re d'Aragona, Alfonso II, aveva confermato a Maria la titolarità della viscontea, dal Bearn furono inviati due persone stimate a chiedere a Maria di nominare visconte uno dei suoi figli, fu scelto Gastone, in quanto dormiva con le mani aperte, considerato un segno di bontà.
Secondo la Renuncia bearnesa a Mixe y Ostabarret y Zuberoa suo fratello, divenuto Gastone VI, dall'età di circa tre anni, governò sotto la tutela di Pellegrino di Castillazuelo, signore di Balbastre.

Secondo il documento n° VIII del Cartulaire de Sainte Foi de Morlaas, datato 1173, Guglielmo Raimondo ed il fratello, Gastone VI, ereditarono i possedimenti dei Moncada.
Secondo lo studioso statunitense John C. Shideler, nella sua opera A Medieval Catalan Noble Family: the Montcadas 1000-1230, Guglielmo Raimondo prese parte all'omicidio del vescovo di Tarragona, Berengario di Vilademuls, nel 1194. In un primo momento, Guglielmo continuò a vivere in Aragona, ma circa dieci mesi dopo l'omicidio, dovette lasciare il regno d'Aragona e vivere in esilio.
Guglielmo Raimondo fece ritorno in Aragona nel 1215, solo dopo la morte del fratello, per ereditare la viscontea di Bearn; suo fratello, Gastone VI, era morto, senza discendenza, nel 1214 o, nel 1215.

Siccome l'omicidio del vescovo non era stato dimenticato (Guglielmo Raimondo era stato scomunicato), dopo aver fatto donazioni ai templari e alle diocesi di Auch e di Tarragona, alla fine del 1215, Guglielmo Raimondo si recò a Roma per ottenere il perdono del Papa Innocenzo III, che, tra le altre penitenze, gli chiese di recarsi a combattere in Terra Santa, con fanti e cavalieri, per cinque anni; Guglielmo Raimondo accettò e fece ritorno nella sua viscontea; ma dato che otto anni dopo non aveva ancora ottemperato al suo voto, Guglielmo Raimondo fece una donazione suppletiva ai templari.
Dopo il suo rientro a Bearn, Guglielmo Raimondo, nel 1220, istituì la corte dei baroni del Béarn e confermó i fueros de Morláas.
Essendo infermo a Olorón, il 17 febbraio 1224, Guglielmo Raimondo fece ancora una donazione ai templari e agli Ospitalieri di San Giovanni di Gerusalemme e alle diocesi di Auch e di Tarragona.

Guglielmo Raimondo morì alcuni giorni dopo. Gli succedette il figlio primogenito Guglielmo, come Guglielmo II.

## Matrimonio e discendenza
Ancora secondo John C. Shideler, Guglielmo Raimondo, in gioventù aveva sposato una cugina, Guglielma di Castellvell, che dovette lasciare durante il suo esilio, e, non si ritrovarono più.

La moglie, Guglielma di Castellvell, dopo essere stata abbandonata, nel 1202, sposò, in seconde nozze, il visconte di Narbona, Aimerico III, vivendo in occitania sino al 1208, anno in cui si separò da Aimerico, e tornò a vivere in Aragona, dove viene citata col figlio, Guglielmo, in diversi documenti.

Guglielmo Raimondo da Guglielma di Castellvell ebbe due figli:
- Guglielmo, Visconte di Béarn[14]
- Raimondo, Signore di Saint-Maurice, a Marsan[14].

### Fonti primarie
- (LA)  Histoire générale de Languedoc : avec des notes et les pièces justificatives. T. 2.
- (LA)  Cartulaire de Sainte Foi de Morlaas

### Letteratura storiografica
- (FR)  LA VASCONIE.
- (FR)  Histoire générale de Languedoc, Notes, tomus II.
- (ES)  AUÑAMENDI EUSKO ENTZIKLOPEDIA, BEARN.
- (EN)  A Medieval Catalan Noble Family: the Montcadas 1000-1230, cap. 5